# Каймашур
Каймашу́р (рос. Каймашур, удм. Пуныгурт) — присілок в Малопургинському районі Удмуртії, Росія.
Урбаноніми:
- вулиці — Дачна, Мічуріна

## Населення
Населення — 42 особи (2010; 50 в 2002).
Національний склад станом на 2002 рік:
- удмурти — 94 %